# 亞歷山德拉·希爾德布蘭特
亞歷山德拉·希爾德布蘭特（Alexandra Hildebrandt）是德國人權運動者和查理檢查哨博物館館長。1995年，她與博物館的聯合創始人兼前任館長雷納·希爾德布蘭特（Rainer Hildebrandt）結婚，直到2004年希爾德布蘭特去世。她因領導建造自由紀念碑（Freedom Memorial）而聞名於國際，紀念碑於2005年被有爭議地拆除。 
亞歷山德拉·希爾德布蘭特 (Alexandra Hildebrandt) 的工作重點是查理檢查哨博物館保護和發展、德意志民主共和國政權受害者的康復以及澄清更多在東西邊境死亡的難民的命運。2004年，她獲得國際人權獎——雷納·希爾德布蘭特博士獎章，該獎章每年頒發一次，以表彰對人權發展貢獻。

## 外部連結
- Checkpoint Charlie Museum